# 46514 Lasswitz
46514 Lasswitz è un asteroide della fascia principale. Scoperto nel 1977, presenta un'orbita caratterizzata da un semiasse maggiore pari a 2,3074511 UA e da un'eccentricità di 0,2021470, inclinata di 23,81051° rispetto all'eclittica.